# Coenagrion terue
Coenagrion terue is een libellensoort uit de familie van de waterjuffers (Coenagrionidae).
De soort staat op de Rode Lijst van de IUCN als niet bedreigd, beoordelingsjaar 2007, de trend van de populatie is volgens de IUCN stabiel.
De wetenschappelijke naam van de soort werd als Agrion terue in 1949 gepubliceerd door Yasuhiko Asahina.